# Паркер, Крэйг
Крэйг Паркер (англ. Craig Parker; род. 12 ноября 1970, Сува, Фиджи) — новозеландский актёр, наиболее известный по роли Халдира из Лориэна в трилогии Питера Джексона «Властелин колец», Беллерофонта в сериале «Зена, королева воинов», в сериале «Спартак: Кровь и песок» и «Спартак: Месть» в роли Глабра, Даркена Рала в сериале «Легенда об Искателе», а также Стефана Нарцисса в сериале «Царство».

## Биография
Крэйг Паркер родился осенью 1970 года в столице островного тихоокеанского государства Фиджи, в семье офицера военно-воздушного флота и учительницы. Вместе с родителями и старшими братом Дэвидом и сестрой Вэнди Крэйг переехал в Глендфилд, когда ему исполнилось десять лет. Позже актёр не раз признавался, что собирался обосноваться в этом уютном городе навсегда, жениться и буквально зарыть свой талант в землю. Уже с девятнадцати лет Паркер пропадал на съемках телевизионных шоу-проектов, а в 1987 году был приглашен в труппу комедийного театра «Theatresports», в составе которой выступал в течение десяти лет.
Вскоре он появился в популярных сериалах «Шортланд-стрит», «Зена — королева воинов», «Молодость Геракла».
На записи одной из радио-пьес познакомился с Питером Джексоном, режиссёром легендарной трилогии, экранизации произведений Дж. Толкина. На тот момент киностудия «Мирамакс» только собиралась снимать фильм, и спустя несколько месяцев Крэйг Паркер получил роль стража границ Халдира, светловолосого эльфа. Принимал участие в съёмках первых двух фильмов трилогии. Практически ежегодно участвует в конвенции Ring*Con с остальными актёрами киносерии.
В 2008 году для газеты «Sunday Herald» признался, что является геем. Принимает участие в движении против запрета на однополые браки, занимается благотворительностью: перечисляет средства для геев, больных СПИДом.

## Фильмография
| Год       | Название на русском языке                  | Оригинальное название                                | Роль                 | Примечание                                           |
| --------- | ------------------------------------------ | ---------------------------------------------------- | -------------------- | ---------------------------------------------------- |
| 1987      | Блеск                                      | Gloss                                                | Джастин Григ         | сериал                                               |
| 1992—1996 | Шортланд-стрит                             | Shortland Street                                     | Гай Уорнер           | сериал                                               |
| 1993      | Томминокеры: Проклятье подземных призраков | The Tommyknockers                                    | Student Bartender    | ТВ                                                   |
| 1996      | Городская жизнь                            | City Life                                            | Сет                  | Серии: «1.9» и «1.10»                                |
| 1997      | Два человека                               | 2 People                                             | гость                | сериал                                               |
| 1997      | Зена — королева воинов                     | Xena: Warrior Princess                               | Prince Sarpedon      | серия: «For Him the Bell Tolls»                      |
| 1998      | Солдатская любовь                          | англ. A Soldier's Sweetheart                         | Soldier #1           |                                                      |
| 1998      | Молодость Геракла                          | Young Hercules                                       | Люций                | серии: «Dad Always Liked Me Best» и «Mommy Dearests» |
| 1999      | Поворот в истории                          | A Twist in the Tale (TV series)\|A Twist in the Tale | Ларри Шарп           | серия: «A Crack in Time»                             |
| 1999      | Зена — королева воинов                     | Xena: Warrior Princess                               | Клидес               | серия: «The Key to the Kingdom»                      |
| 2001      | Зена — королева воинов                     | Xena: Warrior Princess                               | Беллерофон           | серия: «To Helicon and Back»                         |
| 2001      | Никто тебя не слышит                       | No One Can Hear You                                  | Хенли                |                                                      |
| 2001      | Властелин колец: Братство Кольца           | The Lord of the Rings: The Fellowship of the Ring    | Халдир               |                                                      |
| 2001—2002 | Пик Милосердия                             | англ. Mercy Peak                                     | Аластер Кингсли      | 27 серий                                             |
| 2002      | Властелин колец: Две крепости              | The Lord of the Rings: The Two Towers                | Халдир               |                                                      |
| 2002      | До славы                                   | Before Stardom                                       | Камео                | Телевизионный фильм (хроника)                        |
| 2003      | Могучие рейнджеры: Ниндзя Шторм            | Power Rangers Ninja Storm                            | Motodrone            | 10 серий                                             |
| 2004      |                                            | Ring*Con 2004                                        |                      | Документальный фильм                                 |
| 2005      | Могучие Рейнджеры «К. П. Д.»               | Power Rangers S.P.D.                                 | Рассказчик (озвучка) | серия: «Beginnings: Part 1»                          |
| 2006      | Любовники по выходным                      | Weekend Lovers                                       | Мэтт                 |                                                      |
| 2006      |                                            | Return of the Jackalope                              | камео                |                                                      |
| 2007—2008 | Шортланд-стрит                             | Shortland Street                                     | Гай Уорнер           | 58 серий                                             |
| 2008—2010 | Легенда об Искателе                        | Legend of the Seeker                                 | Даркен Рал           | 25 серий                                             |
| 2009      | Другой мир: Восстание ликанов              | Underworld: Rise of the Lycans                       | Сабас                |                                                      |
| 2009      | Дипломатический иммунитет                  | Diplomatic Immunity                                  | Лейтон Миллс         | 13 серий                                             |
| 2010      | Спартак: Кровь и песок                     | Spartacus: Blood and Sand                            | Гай Клавдий Глабр    | 4 серии                                              |
| 2010      | —                                          | Waitangi: What Really Happened                       | Freeman              | ТВ                                                   |
| 2010      | —                                          | англ. Radiradirah                                    | принц Джон           | серия: «1.5» и «1.8»                                 |
| 2011      | Шеклтонский капитан (Ледяной капитан)      | Shackleton’s Captain                                 | Фрэнк Уорсли         | ТВ                                                   |
| 2012      | Спартак: Месть                             | Spartacus: Vengeance                                 | Гай Клавдий Главр    | 10 серий                                             |
| 2013      | Сонная Лощина                              | Sleepy Hollow                                        | полковник Тарлтон    | «The Sin Eater» 1 сезон, эпизод 6                    |
| 2013      | Морская полиция: Лос-Анджелес              | NCIS: Los Angeles                                    | Василь Комеску       | «Reznikov N» 5 сезон, эпизод 4                       |
| 2014      | Морская полиция: Спецотдел                 | NCIS                                                 | майор Ричард Хаггинс | «Shooter» сезон 11 эпизод 22                         |
| 2014      | Провинциалы                                | Short Poppies                                        | Джим                 | Short Poppies -«Terry Pole» Сезон:1,серия:1          |
| 2014—2017 | Царство                                    | Reign                                                | Стефан Нарцисс       | 2-4 сезоны                                           |
| 2018      | Агенты «Щ.И.Т.»                            | Agents of S.H.I.E.L.D.                               | Тарйан Касиус        | 5 сезон                                              |
| 2018      | Зачарованные (2018)                        | Charmed                                              | Аластер Кейн         | 1 сезон                                              |

## Театральные работы
| Год         | Название на русском языке        | Оригинальное название                       | Роль                      |
| ----------- | -------------------------------- | ------------------------------------------- | ------------------------- |
| 1991        | Макбет                           | англ. Macbeth                               | Малкольм (Malcolm)        |
| 1992        | Сорняк                           | Weed                                        | Хью (Hugh)                |
| 1994        | Чайка                            | англ. The Seagull                           | Константин (Konstantine)  |
| 1997        | Аркадия                          | Arcadia                                     | Валентайн (Valentine)     |
| 1998        | Ветер в ивах                     | англ. The Wind in the Willows               | Крот (Mole)               |
| 1999        |                                  | англ. Theatresports                         |                           |
| 1999        | С точки зрения Эми               | англ. Amy's View                            | Доминик (Dominic)         |
| 2000 (2001) | Поцелуй Иуды                     | The Judas Kiss                              | Роберт Росс (Robert Ross) |
| 2001        | Розенкранц и Гильденстерн мертвы | англ. Rosencrantz and Guildenstern Are Dead | Розенкранц (Rosencrantz)  |
| 2002—2003   |                                  | англ. The Rocky Horror Show                 | Рассказчик (Narrator)     |
| 2005        | Серийные убийцы                  | Serial Killers                              | Мэтт (Matt)               |
| 2006        | Скользящий график                | Glide Time                                  | Джон (John)               |
| 2007        | Человек-подушка                  | англ. The Pillowman                         | Катурян (Katurian)        |